# بخش ترکل‌اوئلد
بخش ترکل‌اوئلد یکی از بخشهای کانتون برن  در کشور سوئیس است.